# Schatzenstein
Der Schatzenstein ist ein 760,4 m ü. NHN hoher Berg im Erzgebirge in Sachsen.

## Geografie

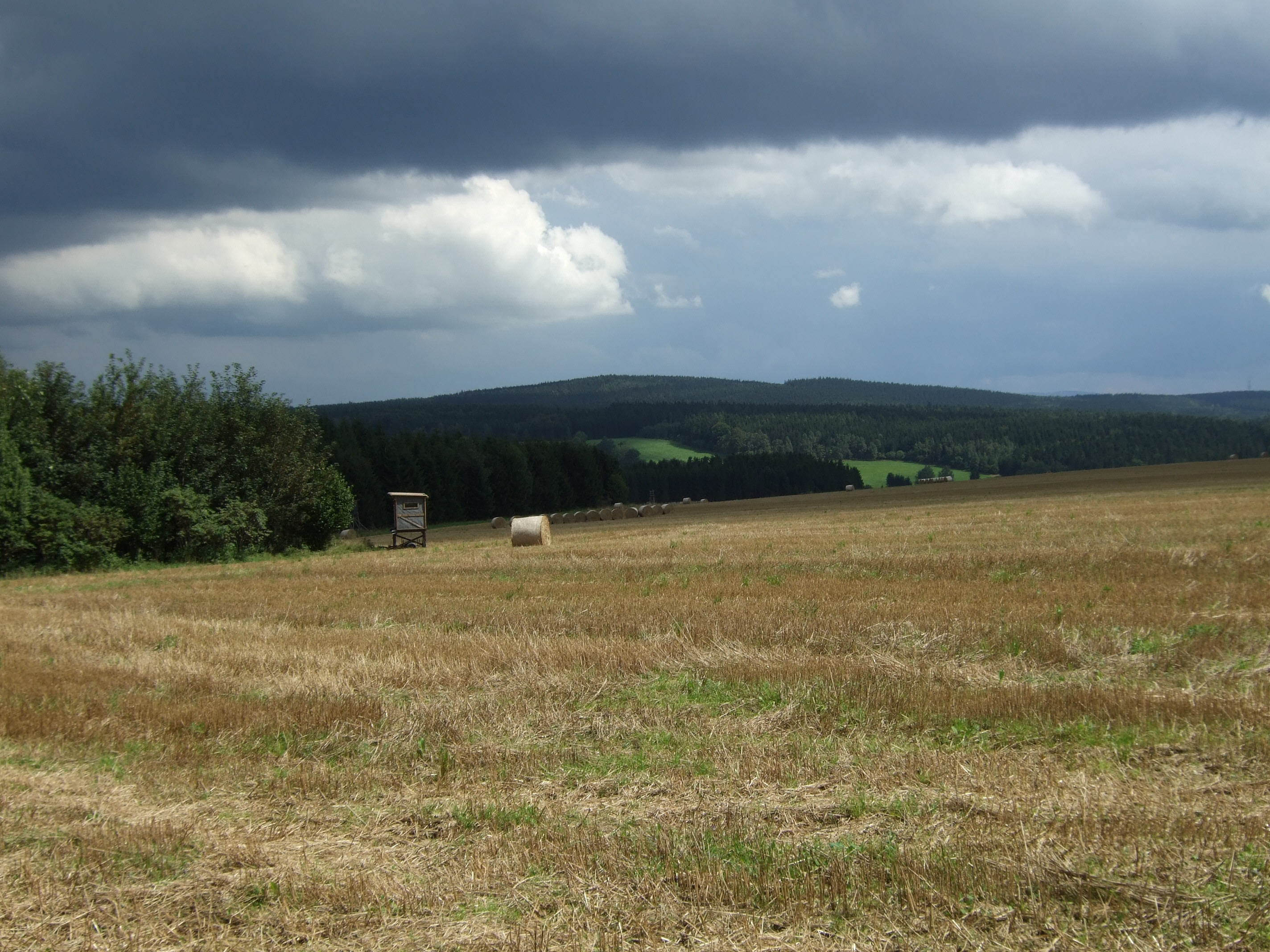
Der Schatzenstein aus Richtung Grünhain gesehen

Der Schatzenstein liegt unmittelbar nordwestlich der Stadt Elterlein an den Gemeindegrenzen zu Zwönitz und Grünhain-Beierfeld im Grünhainer Wald. Das Schatzensteingebiet ist ein beliebtes Wanderziel mit mehreren, bis zu zehn Meter hohen Phyllitklippen. Aufgrund dichten Waldes bietet sich allerdings kaum Fernsicht.
Die Höhenlage des Schatzensteins bildet eine Wasserscheide, an der die Zwönitz entspringt, welche später einen Teil der Chemnitz bildet. Der andere Teil entwässert über verschiedene Wasserläufe wie zum Beispiel den Oswaldbach in das Schwarzwasser. Beide sind wichtige Nebenflüsse der Zwickauer Mulde. Das Quellgebiet der Zwönitz umfasst eine Vielzahl von Quellen. Eine dieser Quellen wurde 1995 eingefasst; um sie herum ein Rastplatz angelegt.

## Geschichte
Am höchsten Punkt des Schatzensteins steht eine Säule der Königlich-Sächsischen Triangulation und im Fels ist eine Gedenktafel für den Mundartdichter Max Schreyer, anlässlich des 100. Jahrestages der Entstehung seines bekannten Liedes Dar Vuglbärbaam, eingelassen. Max Schreyer war zwischen 1887 und 1893 Oberförster dieses Reviers.